# Superkubak Belarusi
La Supercoppa bielorussa di calcio è la competizione annuale in cui si affrontano in un'unica gara i campioni bielorussi in carica contro i detentori della Coppa di Bielorussia.

## Albo d'oro
| Anno | Vincitore         | Risultato               | Finalista         |
| ---- | ----------------- | ----------------------- | ----------------- |
| 2010 | BATĖ Borisov      | 0 - 0 (dts) 3 - 2 (dtr) | Naftan            |
| 2011 | BATĖ Borisov      | 3 - 0                   | Tarpeda-BelAZ     |
| 2012 | Homel'            | 2 - 0                   | BATĖ Borisov      |
| 2013 | BATĖ Borisov      | 1 - 0                   | Naftan            |
| 2014 | BATĖ Borisov      | 1 - 0                   | Minsk             |
| 2015 | BATĖ Borisov      | 0 - 0 (dts) 3 - 0 (dtr) | Šachcër Salihorsk |
| 2016 | BATĖ Borisov      | 2 - 1                   | Šachcër Salihorsk |
| 2017 | BATĖ Borisov      | 3 - 1                   | Tarpeda-BelAZ     |
| 2018 | Dinamo Brėst      | 2 - 1                   | BATĖ Borisov      |
| 2019 | Dinamo Brėst      | 3 - 1                   | BATĖ Borisov      |
| 2020 | Dinamo Brėst      | 2 - 0                   | Šachcër Salihorsk |
| 2021 | Šachcër Salihorsk | 0 - 0 5 - 4 (dtr)       | BATĖ Borisov      |
| 2022 | BATĖ Borisov      | 1 - 0                   | Šachcër Salihorsk |
| 2023 | Šachcër Salihorsk | 1 - 0                   | Homel'            |
| 2024 | Tarpeda-BelAZ     | 0 - 0 4 - 3 (dtr)       | Dinamo Minsk      |
| 2025 | Dinamo Minsk      | 2 - 0                   | Nëman             |

## Vittorie per club
| Squadra           | Vittorie | Finali perse | Anni vittorie                                  | Anni sconfitte         |
| ----------------- | -------- | ------------ | ---------------------------------------------- | ---------------------- |
| BATĖ Borisov      | 8        | 3            | 2010, 2011, 2013, 2014, 2015, 2016, 2017, 2022 | 2012, 2018, 2019       |
| Dinamo Brėst      | 3        | 0            | 2018, 2019, 2020                               |                        |
| Šachcër Salihorsk | 2        | 4            | 2021, 2023                                     | 2015, 2016, 2020, 2022 |
| Tarpeda-BelAZ     | 1        | 2            | 2024                                           | 2011, 2017             |
| Homel'            | 1        | 1            | 2012                                           | 2023                   |
| Dinamo Minsk      | 1        | 1            | 2025                                           | 2024                   |